# The Prodigy (film, 2019)
Pour les articles homonymes, voir Prodigy.
Pour plus de détails, voir Fiche technique et Distribution.
The Prodigy, ou Le Prodige au Québec, est un film américain réalisé par Nicholas McCarthy, sorti en 2019.

## Synopsis
Une mère pense que son fils est le jouet d'une force surnaturelle.

## Fiche technique
- Titre original et français : The Prodigy
- Titre québécois : Le Prodige[1]
- Réalisation : Nicholas McCarthy
- Scénario : Jeff Buhler
- Musique : Joseph Bishara
- Photographie : Bridger Nielson
- Montage : Tom Elkins et Brian Ufberg
- Production : Tripp Vinson
- Société de production : Orion Pictures, Vinson Films, XYZ Films et Metro-Goldwyn-Mayer
- Société de distribution : Orion Pictures (États-Unis)
- Pays de production :  États-Unis et  Canada
- Genre : Fantastique, horreur, thriller
- Durée : 92 minutes
- Date de sortie : 
  - États-Unis : 8 février 2019

## Distribution
- Taylor Schilling : Sarah Blume
- Jackson Robert Scott : Miles Blume
- Peter Mooney : John Blume
- Colm Feore : Arthur Jacobson
- Paul Fauteux : Edward Scarka
- Brittany Allen : Margaret
- Paula Boudreau : Dr. Strasser
- Elisa Moolecherry : Zoe
- Olunike Adeliyi : Rebecca
- Janet Land : la mère de Sarah
- Martin Roach : Dr. Kagan
- Ashley Black : Hailey
- Tristan Vasquez : Dash

## Accueil
Le film a reçu un accueil mitigé de la critique. Il obtient un score moyen de 45 % sur Metacritic.